# Violação de domicílio
Violação de domicílio ou invasão domiciliar é um delito criminal na maioria dos sistemas jurídicos. Trata-se do crime perpetrado pela pessoa que entra ou permanece no domicílio de outrem de forma clandestina, contra a vontade ou sem a autorização de seu proprietário ou ocupante legítimo.
No direito francês, a violação do domicílio é um delito criminal sendo definido pelo Artigo 226-4 do Código Penal que sanciona "a introdução ou a manutenção no domicílio com uso de outras manobras, ameaças, assalto ou coerção". A infração é punível com prisão de até um ano e multa de 15.000 €.
Em algumas partes dos Estados Unidos e certos países anglófonos, a invasão domiciliar (em inglês:  home invasion) constitui a entrada ilegal e geralmente forçada a uma residência privada ocupada com a intenção de cometer um crime violento contra os ocupantes, como roubo, assalto, estupro, assassinato ou sequestro.
No Código Penal Brasileiro a violação de domicílio está prevista dentro da subdivisão que trata da inviolabilidade do domicílio, esta por sua vez inserida dentro do capítulo que trata dos crimes contra a pessoa.